# Cantorjeva množica
Cantorjeva množica je v matematiki fraktal, v katerem se pojavljajo le realna števila med 0 in 1. Množico je uvedel nemški matematik Georg Ferdinand Cantor.
Cantorjeva množica je določena z neprestanim odstranjevanjem srednje tretjine daljice. Začne se z enotskim intervalom [0, 1] in se odstrani njegovo srednjo tretjino. Ostane [0, 1/3] ∪ [2/3, 1]. V neskončnem koraku se odstrani vse »srednje tretjine« preostalih odsekov. Cantorjeva množica vsebuje vse točke v intervalu [0, 1], ki se jih ni odstranilo v tem neskončnem procesu. 

## Velikost Cantorjeve množice
Vprašanje je, kaj ostane, ko je proces končan? Če se sešteje vse dolžine odstranjenih odsekov, se dobi:
{\displaystyle {\frac {1}{3}}+{\frac {2}{9}}+{\frac {4}{27}}+{\frac {8}{81}}+\ldots =\sum _{n=0}^{\infty }{\frac {2^{n}}{3^{n+1}}}={\frac {1}{3}}\left({\frac {1}{1-{\frac {2}{3}}}}\right)=1\!\,.}
(Za podrobnosti glej geometrična vrsta).
Na podlagi računa je preseneteljivo, če na koncu še kaj ostane. Navsezadnje je vsota dolžin odstranjenih odsekov enaka dolžini izvirnega intervala. Če se pogleda podrobneje, se vidi, da nekaj ostane, ker se z odstranjevanjem »srednjih tretjin« intervala odstranjuje odprte množice (množice, ki ne vsebujejo krajnih točk). Pri odstranitvi odseka (1/3, 2/3) iz izvornega intervala [0, 1] ostaneta točki 1/3 in 2/3. Točki bosta vedno v množici, in še naprej bodo v njej tudi vse takšne točke. Z zagotovostjo se ve, da Cantorjeva množica ni prazna.

### Nekrajne točke v Cantorjevi množici
Zdi se, da bodo v množici ostale le krajne točke, vendar je to napačno. Število 1/4 je na primer v spodnji tretjini in zato v prvem koraku ne pade iz množice. Ker ni nikoli v eni od sredinskih tretjin, ostane v množici, in tudi ni ena od krajnih točk katerekoli srednje tretjine.

## Značilnosti

### Cantorjeva množica je neštevna
Lahko se pokaže, da v množici ostane enako število točk kot število odstranjenih točk. Pri tem naj se točke v intervalu [0, 1] misli zapisane v trojiškem sistemu z osnovo 3. Na ta način se lahko 1/3 zapiše kot 0,1 in 2/3 kot 0,2. Če se odstrani vse med 1/3 in 2/3, je to isto kot če bi se v trojiškem sistemu odstranilo vse med 0,1 in 0,2. To pomeni, da se vsako trojiško decimalko, oblike 0,1xxxxxx, odstrani iz množice, razen tiste, kjer je vsak x enak 0 ali vsak x 2 – to sta krajni točki.
Ker je trojiško 0,1 = 0,02222222..., se lahko število predstavi brez števila 1 na kateremkoli mestu. Glej Cantorjev diagonalni dokaz.
V naslednjem koraku se v intervalih [0, 0,1] in [0,2, 1] odstrani njuni srednji tretjini. V tem primeru se odstrani vse med 0,01 in 0,02 v prvem, in vse med 0,21 in 0,22 v drugem. Ali z drugimi besedami, vse z 1 na drugem mestu takoj za točko. Ko se konča, so števila, ki preostanejo tista, ki se jih trojiško lahko zapiše brez '1' na poljubnem mestu.
Če se pove še drugače, Cantorjeva množica vsebuje vsa števila med 0 in 1, ki se jih trojiško lahko zapiše s številkami 0 in 2. Zato se lahko števila v Cantorjevi množici preslika v števila v [0, 1], kjer se v trojiškem zapisu zamenja vsako 2 z 1, in se rezultat obravnava dvojiško. Zato je v Cantorjevi množici toliko točk, kolikor jih je v [0, 1] in Cantorjeva množica je neštevna. Ker je množica krajnih točk odstranjenih odsekov števna, mora v Cantorjevi množici obstajati števno mnogo števil, ki niso krajne točke odsekov. Kakor je zapisano zgoraj, je en zgled število 1/4, ki se ga lahko trojiško zapiše kot 0,02020202020...

### Cantorjeva množica je fraktal
Cantorjeva množica je prototip fraktala. Množica je samopodobna, ker je enaka dvema kopijama same sebe, če se vsako kopijo skrči za faktor 1/3 in se prestavi. Njena Hausdorff-Bezikovičeva razsežnost je enaka ln(2)/ln(3). Cantorjevo množico se lahko tvori s presekom preproge Sierpińskega z eno od njenih poljubnih telesnih simetral.

### Topološke in analitične značilnosti
Kakor kaže zgornja vsota, je Cantorjeva množica neštevna, njena Lebesguova mera pa je enaka 0. Ker je Cantorjeva množica komplement unije odprtih množic, je sama zaprta podmnožica množice realnih števil in je zato cel metrični prostor. Ker je tudi omejena, Heine-Borelov izrek zagotavlja, da mora biti kompaktna.
Izbere se poljubno točko v Cantorjevi množici. V njeni poljubno majhni okolici, obstaja drugo število, ki se ga lahko trojiško zapiše samo s številkami 0 in 2. Zaradi tega je vsaka točka v Cantorjevi množici zbirna točka. V topologiji se zaprte množice, kjer je vsaka točka zbirna, imenujejo tudi popolne množice.
Spet se izbere poljubno točko iz Cantorjeve množice, ki je sama podmnožica enotskega intervala. Vsaka poljubno majhna okolica te točke vsebuje odprto množico v enotskem intervalu, ki ni povezana s Cantorjevo množico. Tako je Cantorjeva množica nikjer gosta v enotskem intervalu in popolnoma nepovezana.
Kot kompakten popolnoma nepovezan Hausdorffov prostor je Cantorjeva množica zgled Stoneovega prostora.
Vredno je omeniti, da je kot topološki prostor Cantorjeva množica homeomorfna produktu števno mnogo kopij prostora {0, 1}, kjer vsaka kopija nosi diskretno topologijo. S tem se lahko pokaže, da je Cantorjeva množica homogena v smislu, da za dve poljubni točki x in y v Cantorjevi množici C obstaja homeomorfizem f : C → C z f(x) = y. 
Cantorjeva množica je tudi homeomorfna p-adičnim celim številom. Če se odstrani iz nje eno točko, je homeomorfna p-adičnim številom.
Za Cantorjevo množico velja: vsak neprazen popolnoma nepovezan popoln kompakten metrični prostor je homeomorfen Cantorjevi množici. Glej Cantorjev prostor za podrobnosti o prostorih, ki so homeomorfna Cantorjevi množici.
Cantorjeva množica je »univerzalna v kategoriji kompaktnih metričnih prostorih«. To pomeni, da je vsak metrični prostor zvezna slika Cantorjeve množice. To spoznanje ima pomembno vlogo v funkcionalni analizi.

## Različice Cantorjeve množice
Namesto odstranjevanja srednje tretjine v vsakem intervalu Cantorjeve množice, se lahko odstranjuje tudi odseke v poljubnem stalnem razmerju. Vse takšne množice so homeomorfne Cantorjevi množici in njihova Lebesguova mere je enaka 0.
Z odstranjevanjem vedno manjših odsekov se lahko tvori množice, ki so homeomorfne Cantorjevi množici in imajo pozitivno Lebesguovo mero, ter so še vedno nikjer goste.

## Iz zgodovine
V Cantorjevem času je bila ta množica abstrakten pojem. Cantor je prišel do nje zaradi praktičnih razlogov v raziskovanju množice točk, kjer trigonometrične vrste ne bi konvergirale. Njeno odkritje ga je navedlo na razvoj abstraktne, splošne teorije neskončnih množic.